# Tetrixocephalus
Tetrixocephalus är ett släkte av insekter. Tetrixocephalus ingår i familjen Ommexechidae.
Kladogram enligt Catalogue of Life:
| Tetrixocephalus | \| \| Tetrixocephalus bilineatus \| \| \| \| \| \| Tetrixocephalus chilensis \| \| \| \| \| \| Tetrixocephalus micropterum \| \| \| \| \| \| Tetrixocephalus sergioi \| \| \| \| \| \| Tetrixocephalus willemsei \| \| \| \| |
|                 | \| \| Tetrixocephalus bilineatus \| \| \| \| \| \| Tetrixocephalus chilensis \| \| \| \| \| \| Tetrixocephalus micropterum \| \| \| \| \| \| Tetrixocephalus sergioi \| \| \| \| \| \| Tetrixocephalus willemsei \| \| \| \| |
|                 | Aucacris |
|                 | |
|                 | Calcitrena |
|                 | |
|                 | Clarazella |
|                 | |
|                 | Conometopus |
|                 | |
|                 | Cumainocloidus |
|                 | |
|                 | Descampsacris |
|                 | |
|                 | Graea |
|                 | |
|                 | Illapelia |
|                 | |
|                 | Neuquenina |
|                 | |
|                 | Ommexecha |
|                 | |
|                 | Pachyossa |
|                 | |
|                 | Spathalium |
|                 | |
|                 | Tetrixocephalus bilineatus |
|                 | |
|                 | Tetrixocephalus chilensis |
|                 | |
|                 | Tetrixocephalus micropterum |
|                 | |
|                 | Tetrixocephalus sergioi |
|                 | |
|                 | Tetrixocephalus willemsei |
|                 | |

|  | Tetrixocephalus bilineatus  |
|  |                             |
|  | Tetrixocephalus chilensis   |
|  |                             |
|  | Tetrixocephalus micropterum |
|  |                             |
|  | Tetrixocephalus sergioi     |
|  |                             |
|  | Tetrixocephalus willemsei   |
|  |                             |